# Hitdossier
Hitdossier (sinds 2001: Top 40 hitdossier, vanaf 2012: Top 40-Hitdossier) is een serie boeken met daarin alle nummers uit de Nederlandse Top 40 en Tipparade, in de eerste 11 edities aangevuld met gegevens uit andere hitlijsten.

## Geschiedenis
Voordat de eerste editie van Hitdossier verscheen, waren er enkele jaren eerder reeds enkele initiatieven ontplooid in hitparadetijdschriften, zoals in Pampus en Hitmemories, om registers met hitgegevens van artiesten te publiceren. Pampus ontstond eind 1973, Hitmemories begin 1974. Aan deze tijdschriften werkten mensen mee die betrokken werden bij het maken van de eerste editie van Hitdossier. Een van de eerste publicaties op dat gebied was het boekwerkje Veronica Top 40 Research uit 1974, samengesteld door Pampus-medewerker Harm Scholtens en uitgegeven door hemzelf en Gerard van Dijk van het blad 65-min.
In de eerste helft van de jaren '70 had de Amsterdamse uitgever Robert Hofman, die in dienst was bij H.J.W. Becht’s Uitgeversmaatschappij (opgericht in 1892), ervaring opgebouwd met het publiceren van succesvolle popboeken (The Beatles, Bob Dylan,The Rolling Stones, etc.). Hij meende omstreeks 1976 dat er op de Nederlandse markt behoefte was aan een boek met een overzicht van de popmuziektitels, die op een hitparade hadden gescoord.
Door zijn contacten op de internationale licentiemarkt wist Robert Hofman welke boeken zijn buitenlandse collega’s in voorbereiding hadden. Zo zag hij de op handen zijnde uitgave van het Guinness Book of British Hit Singles, maar Robert Hofman vond dit een te zeer op de Britse markt gericht naslagwerk, ongeschikt voor Nederland. 
Robert Hofman benaderde Robert Briel, de toenmalige hoofdredacteur van het Veronica Omroepblad. In een kantoor aan de Amsterdamse Nieuwezijds Voorburgwal werden de eerste gesprekken gevoerd die ten slotte leidden tot een contract met de Stichting Top 40, vertegenwoordigd door Veronica dj en radio directeur Lex Harding, om een boek met de noteringen van deze hitparade uit te geven.
De inhoudelijke opzet en de lay-out van de boekuitgave werden bepaald door Briel en Hofman in onderling overleg: naast de hitnoteringen foto’s en korte teksten over popgroepen. Robert Hofman liet de omslag ontwerpen door Bob Norrington in Londen, een specialist in de toen heel populaire airbrushtechniek. Norrington, die voor Hofman de cover in airbrush van Het Gitaarboek (door Tom Wheeler) had gemaakt, creëerde ook het logo Hitdossier, een titel die door Briel was aangedragen. De boekpagina’s werden opgemaakt door Frank Kraaieveld (oprichter, leadzanger en basgitarist van de Bintangs), die in die tijd de lay-out van de wekelijkse omroepgids invulde.
Om een optimale verspreiding van het boek met een zo groot mogelijke startoplage te verkrijgen, maakte Robert Hofman gebruik van een bepaling tussen uitgevers en boekverkopers in het z.g. Verkeersreglement. Het bepaalt o.a. dat een boek beneden een tussen deze twee partijen overeengekomen minimumprijs vrij verhandeld mag worden; dit betekent dat een boek ook buiten het exclusieve kanaal van de boekhandel verkocht kan worden. Deze regeling biedt nog een ander voordeel: een aanvaardbare en betaalbare consumentenprijs. Robert Hofman had een goede relatie opgebouwd met Hans Tonino, directeur van platenmaatschappij WEA n.a.v. het boek Views door Roger Dean (de covers van de groep Yes). Het Hitdossier kwam bijgevolg zowel in de boekwinkels als in de platenzaken te liggen; een tamelijk uniek gebeuren voor die tijd. Door een geslaagde voorverkoop en een brede, efficiënte distributie was een forse eerste oplage mogelijk geworden zodat het break-even van de investeringskosten snel werden bereikt en de voorinvestering afgeschreven. Het succes van Hofmans initiatief bleef dus niet uit: er volgde algauw een tweede bijgewerkte editie.
Dat de eerste editie van Hitdossier verscheen tijdens het 12½-jarig bestaan van de Nederlandse Top 40 (in april 1977) is een aardige bijkomstigheid, maar voor uitgever Robert Hofman heeft dit blikken jubileum nooit een rol gespeeld bij het nemen van zijn beslissing om dit naslagwerk te laten verschijnen.
Het boek bevatte de noteringen uit de Nederlandse Top 40, Tipparade (vanaf eind 1969), LP Top 20 (vanaf eind 1969) en LP Top 50 (vanaf 1974). Verder werd in redactionele artikelen uitgebreid ingegaan op de geschiedenis van de Top 40, Radio Veronica en het verschijnsel "hitparade" in het algemeen. Verder werden verschillende termen uit de muziek-, hitparade- en radiowereld toegelicht. De samensteller van deze editie was Sieb Kroeske, destijds werkzaam bij de Stichting Nederlandse Top 40.
De tweede editie verscheen nog geen anderhalf jaar later, omdat de eerste editie uitverkocht was geraakt. De hitparadegegevens waren voor deze gelegenheid bijgewerkt t/m 1978, maar de redactionele teksten waren vrijwel ongewijzigd.
In de jaren tachtig en negentig verscheen Hitdossier gemiddeld eens per vier jaar. In 1990 verscheen een speciale editie ter gelegenheid van het 25-jarig bestaan van de Top 40, met daarin onder meer een lijst van alle Top 40-hits gerangschikt naar het aantal behaalde punten. De nummer 1 was De dans van Zorba van Trio Hellenique, Duo Acropolis en Mikis Theodorakis uit 1965.
De editie 1994 was de eerste die zonder Sieb Kroeske was samengesteld. Hij was inmiddels begin 1993 overgestapt naar de concurrerende Stichting Mega Top 50, die vanaf zondag 7 februari 1993 de destijds nieuwe publieke hitlijst voor Radio 3 samenstelde. De editie 1994 werd samengesteld door Francis Bouwman.
Vanaf 1998 stond Hitdossier onder redactionele leiding van Johan van Slooten. Onder zijn leiding is de opzet van het boek geleidelijk aan veranderd. De grootste verandering vond plaats in de negende editie, een jubileumeditie ter gelegenheid van 40 jaar Top 40. Niet alleen was de vormgeving ingrijpend veranderd, ook werd er voor het eerst van vrijwel elke artiest die ooit een (Top 40-)hit had gehad een korte biografische toelichting gegeven. Ook breidde Van Slooten het Top 40 hitdossier uit met een aantal rubrieken en overzichten van onder meer artiesten met de meeste hits, langst genoteerde hits, meeste nummer 1-hits, etc.
De titel Hitdossier is inmiddels een ingeburgerde term in de mediawereld, hoewel hij officieel niet zonder toestemming van de Stichting Nederlandse Top 40 gebruikt mag worden. Verschillende lokale omroepen hebben programma's met de titel Hitdossier. Rob Stenders wilde in 2004 bij Yorin FM een programma uitzenden onder de titel Stenders' hitdossier, maar dat mocht niet. Stenders veranderde de titel in Stenders' popdossier. Radio Veronica zond vanaf september 2004 tot oktober 2006 het programma Veronica's Top 40 hitdossier uit, waarin elke werkdag tussen 19:00 en 21:00 uur twee Top 40-lijsten uit de jaren 70, 80 en 90 werden behandeld. Het programma werd gepresenteerd door Peter Teekamp. Vanaf september 2008 tot en met december 2016 presenteerde Erik de Zwart op Radio Veronica hetzelfde programma onder de naam Veronica Top 40 hitdossier (verschil van één letter met de naam van het programma van Peter Teekamp). Sinds 4 januari 2023 presenteerde De Zwart Top 40 Hitdossier bij Omroep MAX op NPO Radio 5.
In 2005 verscheen een spin-off van Top 40 hitdossier, de Top 40 hitdossier scheurkalender. Deze was eveneens door Johan van Slooten geschreven. Eind 2007 kreeg deze een vervolg in de vorm van de Top 40 hitdossier scheurkalender 2008. Er zijn ook enkele edities van Top 40 hitdossier verschenen op cd-rom.
Van 2019 t/m 2023 zond dj Wouter van der Goes namens KRO-NCRV in de zomermaanden juli en augustus op de publieke radiozender NPO Radio 2 het Top 40 Hitdossier XL uit in de zendtijd van Wout2Day. Dit was een samenwerkingsverband tussen NPO Radio 2 en de Stichting Nederlandse Top 40.

## "Prehistorische" hit
Aanvankelijk (in de eerste twee edities) bevatte Hitdossier uitsluitend hits uit de Top 40, Tipparade en LP Top 20/50. Vanaf de derde editie (1983) werden ook "prehistorische" hits opgenomen. Hiermee werden hits aangeduid uit de periode van voor 1965, het jaar waarin de Top 40 van start ging. Aanvankelijk gebruikte Hitdossier uitsluitend hitlijsten van het tijdschrift Muziek Expres (1958-1964) voor deze gegevens.
Later werden deze "prehistorische" hits uitgebreid tot zelfs 1939, hoewel er in die jaren geen sprake was van langlopende hitlijsten. Voor de informatie werd gebruikgemaakt van onder meer afspeellijsten van toenmalige radioprogramma's.
Johan van Slooten maakte gebruik van hitlijsten vanaf 1956. Het gaat om hitlijsten van Elsevier (1956-1958), Muziek Expres (1958-1964), Muziek Parade (1957-1964), Billboard (1960-1963), Tijd voor Teenagers (1963-1964) en Hitwezen (1964).
In de achtste editie uit 2001 werden ook hits vermeld die vanaf 2 januari 1965 in de publieke hitparades (onder meer de Parool Top 20 en Nationale Hitparade) hadden gestaan en niet in de Top 40 of de Tipparade.
Bij de tiende editie (2009) werd een cd-rom meegeleverd die de basis vormde voor de hitgegevens in het boek. Deze gegevens omvatten, naast de gebruikelijke Top 40- en Tipparadegegevens, uitsluitend de prehistorische hits uit de Muziek Expres-lijsten van 1958 tot en met 1964.

### Boekuitgaven
| Editie | Naam              | Jaaraanduiding | Samenstelling                                                                                    | Uitgever                                  | ISBN                      | Bijzonderheden                                                                                              |
| ------ | ----------------- | -------------- | ------------------------------------------------------------------------------------------------ | ----------------------------------------- | ------------------------- | --- |
| 1      | Hit Dossier       | 1965-1977      | Robert Briel, Sieb Kroeske                                                                       | H. J. W. Becht - Amsterdam                | 90 230 0297 0             | 12½ jaar Top 40                                                                                             |
| 2      | Hit Dossier       | 1965-1978      | Robert Briel, Sieb Kroeske                                                                       | H. J. W. Becht - Amsterdam                | 90 230 0327 6             | |
| 3      | Hit Dossier       | 1958-1982      | Francis Bouwman, Cees Broekhuizen                                                                | H. J. W. Becht - Amsterdam                | 90 230 0490 6             | incl. prehistorische hits vanaf 1950                                                                        |
| 4      | Hit Dossier       | 1958-1987      | Francis Bouwman, Cees Broekhuizen                                                                | H. J. W. Becht - Haarlem                  | 90 230 0619 4             | incl. prehistorische hits vanaf 1945                                                                        |
| 5      | Hit Dossier       | 1958-1990      | Francis Bouwman, Cees Broekhuizen                                                                | H. J. W. Becht - Haarlem                  | 90 230 0706 9             | 25 jaar Top 40; incl. prehistorische hits vanaf 1945                                                        |
| 6      | Hit Dossier       | 1939-1994      | Francis Bouwman                                                                                  | H.J.W. Becht - Haarlem                    | 90 230 0820 0             | incl. prehistorische hits 1939 t/m feb. 1956                                                                |
| 7      | Hit Dossier       | 1939-1998      | Johan van Slooten                                                                                | Becht - Haarlem                           | 90 230 0974 6             | incl. prehistorische hits 1939 t/m 1955                                                                     |
| 8      | Top 40 Hitdossier | 1956-2001      | Johan van Slooten                                                                                | Becht - Haarlem                           | 90 257 3349 2             | singles incl. bestelnummer                                                                                  |
| 9      | Top 40 Hitdossier | 1956-2005      | Johan van Slooten                                                                                | Uitgeverij J.H. Gottmer / H.J.W. Becht BV | 90 230 1144 9             | 40 jaar Top 40, "jubileumeditie"                                                                            |
| 9      | Top 40 Hitdossier | 1956-2005      | Johan van Slooten                                                                                | Uitgeverij J.H. Gottmer / H.J.W. Becht BV | 90 230 1144 9 (hardcover) | "special edition", tot stand gekomen in samenwerking met Radio 10 Gold in een beperkte oplage van 500 stuks |
| 10     | Top 40 Hitdossier | 1965-2009      | Adri Verhoef, Lidwien Engel-Ligtvoet, Leo van Harrewijen                                         | Uitgeverij J.H. Gottmer                   | 90 230 1254 2             | Op de kaft werd vermeld 1965-2009, het boek bevatte evenwel al hits vanaf 1958. Incl. cd-rom.               |
| 11     | Top 40-Hitdossier | 1965-2012      | Adri Verhoef, Lidwien Engel-Ligtvoet, Martijn van den Bogaart, Vincent de Lijser                 | Just Publishers                           | 97890 8975 1980           | Inclusief jaarlijsten vanaf 1957                                                                            |
| 11     | Top 40-Hitdossier | 1965-2012      | Adri Verhoef, Lidwien Engel-Ligtvoet, Martijn van den Bogaart, Vincent de Lijser                 | Just Publishers                           | 97890 8975 2208           | speciale uitgave Media Markt                                                                                |
| 12     | Top 40-Hitdossier | 1965-2015      | Adri Verhoef, Harry Denekamp, Lidwien Engel-Ligtvoet, Martijn van den Bogaart, Vincent de Lijser | Just Publishers                           | 97890 8975 500 1          | 50 jaar Top 40, hardcover, full colour, "collector's edition"                                               |
| 13     | Top 40-Hitdossier | 1965-2017      | Adri Verhoef, Harry Denekamp, Lidwien Engel-Ligtvoet, Martijn van den Bogaart, Vincent de Lijser | Just Publishers                           | 97890 8975 008 2          | QR-codes, hardcover, full colour, "limited edition"                                                         |
| 14     | Top 40-Hitdossier | 1965-2025      | Adri Verhoef, Harry Denekamp, Lidwien Engel-Ligtvoet, Martijn van den Bogaart, Vincent de Lijser | Just Publishers                           | 97890 8975 956 6          | 60 jaar Top 40, hardcover, full colour                                                                      |

### Digitale uitgaven
| Editie | Naam                | Jaaraanduiding | Samenstelling | Productie                        | Uitgever                                  | Catalogusnummer           | Bijzonderheden |
| ------ | ------------------- | -------------- | --- | -------------------------------- | ----------------------------------------- | ------------------------- | -------------- |
| 1      | Top 40 Dossier      | 1965-1996      | Stichting Top 40: Jacqueline van Doorn, Paul Schouwenaars; Philips Media: Tom Steenbergen, Sander van der Meer, Karen Schroten | Lost Boys Interactive Media B.V. | Philips                                   | 814 5064                  |                |
| 2      | Top 40 Dossier      | 1939-1998      | Johan van Slooten | Lost Boys Interactive B.V.       | SoftMACHINE Publishing B.V.               | 7860001                   |                |
| 3      | Top 40 Dossier 2000 | 1939-1999      | Johan van Slooten | Lost Boys Interactive B.V.       | SoftMACHINE Publishing B.V.               | 7860004                   |                |
| 4      | Top 40 Dossier 2004 |                | Stichting Nederlandse Top 40                                                                                                   | Syncode B.V.                     | SoftMACHINE Publishing International B.V. | 7800093 / ISBN 9058409260 |                |
| 5      | Top 40 Dossier 2005 |                | Stichting Nederlandse Top 40                                                                                                   | Syncode B.V.                     | Softmachine Publishing International B.V. | 7800095                   |                |

## Hitboek en cd-rom van publieke hitparade
Naast het Hitdossier verscheen in november 2013, onder leiding van diskjockey Bart Arens, in november 2013 een ander hitboek in Nederland. Het droeg de titel Mega Top 50 Presenteert: 50 Jaar Hitparade en bevat de noteringen van de opeenvolgende publieke hitparades: Tijd voor Teenagers Top 10, Parool Top 20, Hilversum 3 Top 30 / Daverende Dertig, Nationale Hitparade, TROS Top 50 en Mega Top 50. Ook dit boek bevat een artiesten- en titelregister. Eerder, in 2006, was er al een cd-rom verschenen met de integrale lijsten van de hitparades van de publieke omroep. Deze kreeg de titel Mega Hitparade en bevat onder meer de hitlijsten van Muziek Parade en (vanaf 1969) Hilversum 3 Top 30 / Daverende Dertig, Nationale Hitparade, Mega Top 50 en de Single Top 100. Daarnaast bevat de cd-rom historische lijsten van Arbeidsvitaminen (1946-1957) en NPO Radio 2 Top 2000-lijsten (1999-2005).

## Hitdossier in het buitenland
Hitdossier is niet uniek in de wereld. Ook in veel andere landen zijn boeken à la Hitdossier verschenen. In de Verenigde Staten zijn de boeken van Joel Whitburn (Top pop singles) al sinds de jaren zeventig erg populair. Daarnaast kwam in Engeland de serie Rock file (de titel die leidde tot de naam Hitdossier in 1977) uit, de eerste uitgave met een Brits hitoverzicht. In 1977 werd in Groot-Brittannië de eerste editie van het uiterst succesvolle Guinness Book of British hit singles gepubliceerd. De serie publicaties van Record Research door Joel Whitburn in de USA vormde de inspiratie voor Hitdossier in Nederland.
Ook in België, Duitsland, Zweden, Australië en Canada zijn Hitdossier-achtige boeken verschenen.